# Test di armi nucleari del Regno Unito
I test di armi nucleari del Regno Unito sono stati portati avanti tra il 3 ottobre 1952 e il 26 novembre 1991 come parte della corsa agli armamenti nucleari.
Secondo i conteggi ufficiali, il Regno Unito ha condotto un totale di 88 test nucleari, di cui 64 atmosferici. La maggior parte dei test è stata condotta presso le isole di Montebello, Emu Field e Maralinga Field, in Australia, nelle isole Kiritimati e Malden, facenti parte delle Isole Kiribati, e presso il Nevada Test Site (oggi Nevada National Security Site) negli Stati Uniti d'America.

## Elenco
| Serie o anni | Anni di svolgimento                    | Numero di test | Ordigni utilizzati | Ordigni di potenza sconosciuta | Test nucleari non militari | Test non-PTBT | Spettro di potenza (chilotoni) | Potenza totale (chilotoni) | Note |
| ------------ | -------------------------------------- | -------------- | ------------------ | ------------------------------ | -------------------------- | ------------- | ------------------------------ | -------------------------- | --- |
| Hurricane    | 1952                                   | 1              | 1                  |                                |                            | 1             | 25                             | 25                         | Il primo test nucleare britannico. |
| Totem        | 1953                                   | 2              | 2                  |                                |                            | 2             | Da 8 a 10                      | 18                         | |
| Mosaic       | 1956                                   | 2              | 2                  |                                |                            | 2             | Da 15 a 60                     | 75                         | |
| Buffalo      | 1956                                   | 4              | 4                  |                                |                            | 4             | Da 2 a 15                      | 30                         | |
| Antler       | 1957                                   | 3              | 3                  |                                |                            | 3             | Da 1 a 27                      | 34                         | |
| Grapple      | 1957-1958                              | 9              | 9                  |                                |                            | 9             | Da 24 a 3.000                  | 7.869                      | Il primo test termonucleare scalabile. |
| Vixen        | 1959-1963                              | 43             | 43                 | 31                             |                            | 43            | 0                              | 0                          | Test di sicurezza inerenti agli incendi e ai colpi accidentali in cui potrebbero incorrere gli ordigni.                                                |
| Serie NTS    | 1961-91                                | 24             | 24                 |                                |                            |               | Da 0 a 140                     | 1.232                      | Il Regno Unito annunciò la ratifica del trattato sulla messa al bando totale degli esperimenti nucleari e terminò gli esperimenti il 26 novembre 1991. |
| Totale       | Dal 3 ottobre 1952 al 26 novembre 1991 | 88             | 88                 | 31                             |                            | 64            | 0 a 3.000                      | 9.282                      | La potenza totale è pari al 1,7% della potenza totale di tutti i test nucleari condotti nel mondo.                                                     |

1. ↑  Sono inclusi tutti i test aventi il potenziale per generare un'esplosione da fissione o fusione nucleare, inclusi i test a salve, i test falliti e le bombe disarmate incidentalmente ma che erano programmate per essere utilizzate. Non sono invece inclusi i test idronucleari e quelli subcritici e i mancati scoppi di ordigni che sono poi stati successivamente fatti esplodere con successo.
2. ↑   Numero di test che sarebbero stati condotti in violazione del trattato sulla messa al bando parziale degli esperimenti nucleari del 1963, vale a dire gli atmosferici, gli spaziali e i subacquei. Alcuni test non militari o "a uso pacifico" sulla terraferma che sarebbero stati condotti in violazione del suddetto trattato furono contestati e infine cancellati.
3. ↑  Il termine bassa "bassa" indica valori maggiori di 0 ma inferiori a 0,5 kt.
4. ↑  Alcune potenze sono descritte come "< 20 kt"; si considera quindi nel calcolare totale la metà del valore numerico, nell'esempio sopraccitato si aggiungerebbe quindi al totale un valore di 10 kt. Il valore "potenza sconosciuta" non aggiunge nulla al totale della potenza.